# Nathan Ackerman
Nathan Ackerman (n. 22 noiembrie 1908, Basarabia - 22 iunie 1971, New York City) a fost un psihiatru și psihanalist american, evreu născut în Basarabia, unul din cei mai însemnați pionieri ai terapiei familiale.

## Date biografice
Nathan Ackerman s-a născut în Basarabia, pe atunci în Imperiul Rus, în familia farmacistului David Ackerman și a lui Bertha, născută Grinberg. Când a avut 4 ani, a emigrat cu familia în S.U.A.
Nathan Ackerman a obținut titlul de doctor în medicină la Universitatea Columbia în anul 1933. Apoi a făcut specializarea la Spitalul Montefiore din New York, iar pe urmă s-a perfecționat
în psihiatrie la Clinica Menninger din Topeca, Kansas.
În 1937 a devenit psihiatru șef la această clinică, la policlinica pentru copii. În paralel el a ucrat și în instituții medicale evreiești și în centre de cercetare. În cursul celui de al doilea război mondial a lucrat ca psihiatru al Crucii roșii.În anii 1940 a predat ca profesor la Universitatea Columbia și a fost conferențiar - oaspete în mai multe universități americane.
Pe lângă ocupația sa cotidiană, s-a interesat Ackerman de sursele psihologice ale antisemitismului și a scris în 1950 împreună cu Mary Yehoda cartea Antisemitismul și tulburarea psihiatrică, interpretare psihoanalitică , în care a încercat să analizeze fenomenul. și să-i găsească soluții.
Nathan Ackerman s a însurat cu Gwendolin Hill, cu care a avut două fiice. 
În anul 1957 Ackerman a fondat Clinica familială de Sănătate Mentală din New York, iar în anul „1960 Institutul familiei” (Family Institute), care după moartea sa în 1971 a devenit Institutul Ackerman.
În anul 1962 a fost, alături de Don Jackson și Jay Haley, co-fondatorul celui dintâi jurnal de terapiei familiei, Family Process     
Ackerman a influențat în mare măsură studiul stadiilor psihosexuale al formării caracterului  
și a fost cel dintâi clinician care a încercat să integreze observații din psihanaliza individuală cu idei luate din  teoria sistemelor.